# Шилово (Бежаницкая волость)
Шилово — деревня в центре Бежаницкого района Псковской области. Входит в состав сельского поселения муниципальное образование «Бежаницкая волость».
Расположена в 9 км к югу от райцентра Бежаницы.

## Население
Численность населения деревни составляет 5 жителей (2000 год).